# 鑿齒
鑿齒是記載於《山海經》中的一個牙齒很長的野獸或是人，與羿交戰於崑崙虛東面的壽華（或稱為疇華，為位於南方的沼澤）之野後被箭射殺。

## 形象
根據高誘所注，其形象為野獸，齒長三尺（約50.85公分），其形狀如鑿。根據郭璞所注，其形象為人形，牙齒形狀如鑿，身長五、六尺。根據《山海經·海外南經》記載鑿齒手持盾，或是戈。